# Francisco Severo Maldonado
Francisco Severo Maldonado y Ocampo (Tepic - Nueva Galicia, 1775 - Guadalajara, Jalisco, 8 de mayo de 1832) fue un filósofo, sacerdote católico, catedrático y escritor novohispano. Se unió al movimiento de los insurgentes durante la guerra de Independencia de México.

## Semblanza biográfica
Obtuvo una maestría en Filosofía y un doctorado en Teología en el Seminario de Guadalajara. Impartió clases en su alma mater. Fue párroco de Ixtlán y de  Mascota. Tuvo la idea de publicar un periódico a favor de la causa insurgente, después de entrevistarse con Miguel Hidalgo en Guadalajara comenzó a editar El Despertador Americano el 20 de diciembre de 1810. Fue ayudado en la edición por Ángel de la Sierra. 
Tras la derrota de los insurgentes en la batalla de Puente de Calderón, la publicación del periódico fue suspendida, la imprenta fue allanada por los realistas el 28 de enero de 1811. Maldonado fue enjuiciado y obligado a retractarse. Fue forzado a colaborar en la edición del periódico El Telégrafo de Guadalajara, el cual era totalmente contrario a la causa independentista.
Fue elegido diputado a las Cortes españolas, sin embargo una vez declarada la Independencia de México canceló su viaje. Siendo párroco de Jalostotitlán fue llamado a firmar el Acta de Independencia del Imperio Mexicano. Fue miembro de la Suprema Junta Provisional Gubernativa y diputado del Congreso Constituyente de 1822. En 1822, publicó el Fanal del Imperio Mexicano en las cuales incluyó su pensamiento filosófico y político a través de las obras "El pacto social de los mexicanos o Miscelánea Política", "Nuevo pacto social propuesto a la Nación española" y el "Contrato de Asociación para la República de los Estados Unidos del Anáhuac". Murió en la ciudad de Guadalajara el 8 de mayo de 1832.